# 日頂
日頂（にっちょう、建長4年（1252年）- 文保元年3月8日（1317年4月19日））は、鎌倉時代後期の日蓮宗の僧。俗姓は南条氏。駿河国の出身。伊予阿闍梨と称される。日蓮六老僧の一人。

## 略歴
日蓮に師事、日蓮の佐渡配流の際にも日蓮に従って奉仕している。身延山では本圀院山本坊を創り日蓮の墓所の輪番に参加している。下総国真間（現在の千葉県市川市真間）の弘法寺を拠点として布教につとめた。永仁元年（1293年）、養父常忍から勘当された。日興のもとに赴き、重須本門寺の学頭となったのは富木常忍の実の子、日澄 (日頂の弟)であり混同してはならない。
江戸時代の本化別頭佛祖統紀には、乾元元年（1302年）、下総真間弘法寺を日揚に付し重須の日興に帰依とある。乾元2年（1303年）3月、重須に正林寺を創建（正林寺寺誌）。11月1日、富木妙常尼が重須で亡くなる（正林寺寺伝）。徳治2年（1307年）6月24日、日興に代わり書を鎌倉の了性坊日乗に送り激励。文保元年3月8日（1317年4月19日）、重須で亡くなる（正林寺寺伝）。